# Supercopa etíop de futbol
La Supercopa etíop de futbol és una competició futbolística d'Etiòpia disputada entre el campió de lliga i el campió de la copa.

## Historial
Font:
- 1985 : Brewery (Addis Abeba)
- 1986 : Brewery (Addis Abeba)
- 1987 : Brewery (Addis Abeba)
- 1988 : Bunna Gebeya (Addis Abeba)
- 1989 : no es disputà
- 1990 : Brewery (Addis Abeba)
- 1991 : no es disputà
- 1992 : no es disputà
- 1993 : Mebrat Hail (Addis Abeba)
- 1994 : Saint-George SA (Addis Abeba)
- 1995 : Saint-George SA (Addis Abeba)
- 1996 : Saint-George SA (Addis Abeba)
- 1997 : Ethiopian Bunna (Addis Abeba)
- 1998 : Mebrat Hail (Addis Abeba)
- 1999 : no competition (St. George won double)
- 2000 : Ethiopian Bunna (Addis Abeba) 1-1 2-1 Saint-George SA (Addis Abeba)
- 2001 : Mebrat Hail (Addis Abeba) 4-1 1-2 Saint-George SA (Addis Abeba)
- 2002 : Saint-George SA (Addis Abeba) 2-1 1-0 Medhin (Addis Abeba)
- 2003 : Saint-George SA (Addis Abeba) 1-0 5-0 Ethiopian Bunna (Addis Abeba)
- 2004 : Bankoch (Addis Abeba) 2-1 agg Awassa Kenema (Awassa)
- 2005 : Saint-George SA (Addis Abeba) 2-0 2-0 Awassa Kenema (Awassa)
- 2006 : Saint-George SA (Addis Abeba) 0-0 6-0 Mekelakeya (Addis Abeba)
- 2008 : Ethiopian Bunna (Addis Abeba) 2-1 awd Saint-George SA (Addis Abeba)
- 2009 : Saint-George SA (Addis Abeba) 3-2 Dedebit FC (Addis Abeba)
- 2010 : Ethiopian Bunna (Addis Abeba) 2-1 0-0 Saint-George SA (Addis Abeba)[2]
- 2011 : desconegut
- 2012 : desconegut
- 2013 : desconegut
- 2014 : desconegut
- 2015 : Saint-George SA 1-1 (5-4 pen.) Mekelakeya (Addis Abeba)[3]
- 2016 : desconegut
- 2017 : Saint-George SA 2-0 Welayta Dicha (Sodo)[4]
- 2018 : Mekelakeya 1-1 (4-2 pen.) Jimma
- 2019 : Fasil Kenema 1-0 Mekelle 70 Enderta